# Griechisch-katholische Kirche in Polen
Die Griechisch-katholische Kirche in Polen ist Teil der Griechisch-katholischen Kirche in der Ukraine. Sie wird in der Erzeparchie Przemyśl-Warschau verwaltet.

## Geschichte
Seit der Kirchenunion von Brest 1596 gab es im südöstlichen Polen eine griechisch-katholische Kirche. Diese wurden ab etwa 1621 in der Eparchie Przemyśl organisiert.
Diese bestand bis 1939.
Seit 1947 gab es wieder offiziell griechisch-katholische Gemeinden in Polen. Diese wurden jedoch in den folgenden Jahrzehnten durch den Staat behindert, der die römisch-katholische Kirche eher akzeptierte.
1996 bildete Papst Johannes Paul II. die Erzeparchie Przemyśl-Warszawa und damit eine eigenständige griechisch-katholische Kirchenorganisation in Polen.

## Strukturen

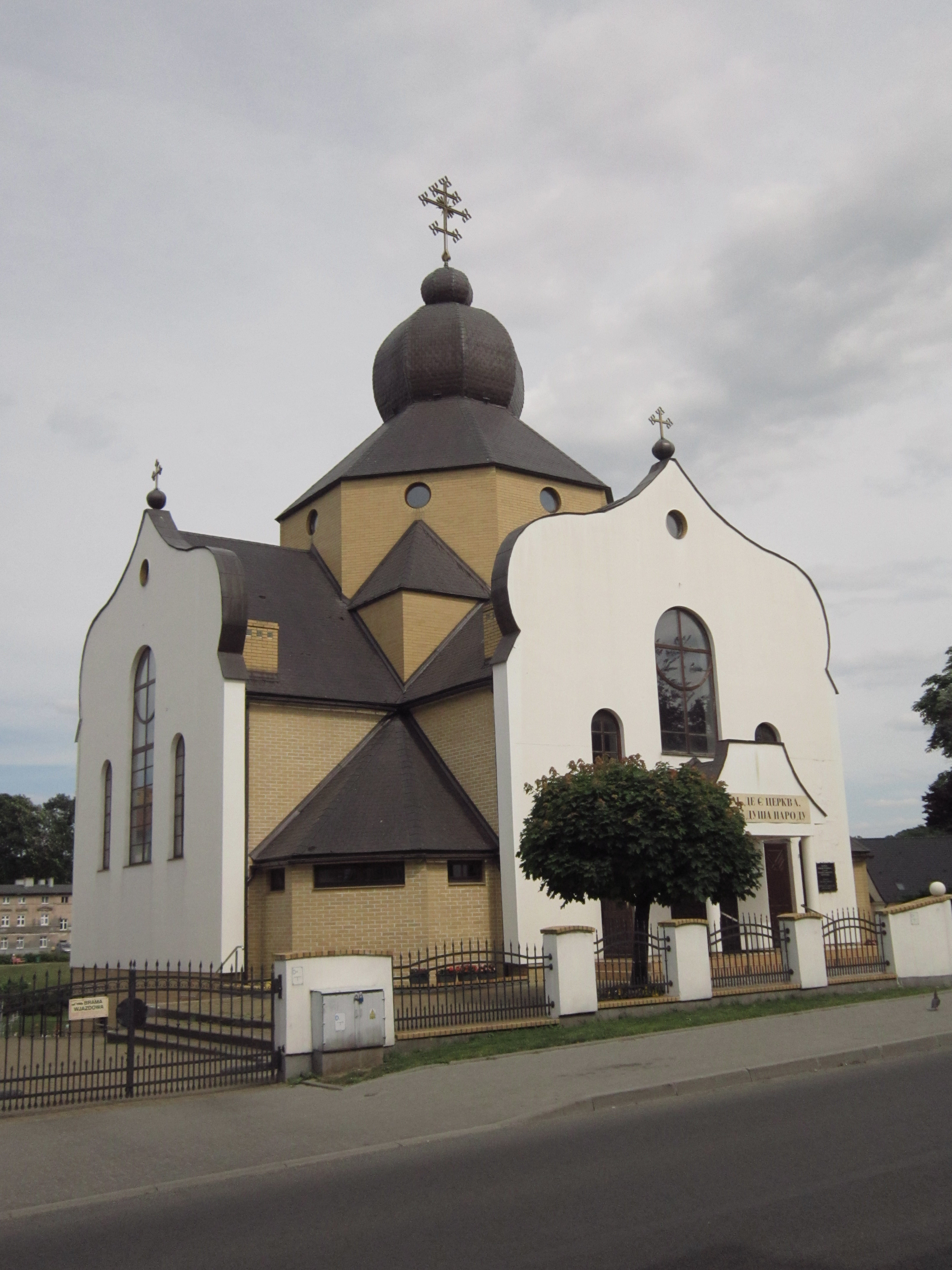
Mariä-Entschlafens-Konkathedrale in Koszalin

Die griechisch-katholische Kirche in Polen ist mit der Erzeparchie Przemyśl-Warszawa Teil der Griechisch-katholischen Kirche in der Ukraine.
Sie hat nach eigenen Angaben etwa 30.000 Mitglieder (2016). Diese stammen
aus der ukrainischen Minderheit im Südosten des Landes, sowie sind Arbeitsmigranten und Flüchtlinge aus der Ukraine.
Der Ritus in der Liturgie gleicht im Wesentlichen dem orthodoxen. Die Kirche ist Teil der römisch-katholischen Kirche und in deren Gesamtstrukturen eingegliedert, hat jedoch keine organisatorischen Verbindungen zur römisch-katholischen Kirche in Polen. Sie wird vom Erzbischof von Przemyśl und Warschau geleitet. Daneben gibt es die Eparchien Breslau-Koszalin und Olsztyn-Danzig.

## Kirchengebäude
Es gibt Konkathedralen in den Eparchiesitzen Przemyśl, Warschau, Danzig, Olsztyn, Stettin und Koszalin.
Daneben gibt es weitere griechisch-katholische Kirchen in polnischen Städten und Dörfern.
Im südlichen Polen, in den jetzigen Woiwodschaften Karpatenvorland und Kleinpolen, gibt es dagegen viele Kirchen, die nicht mehr von griechisch-katholischen Gemeinden genutzt werden können nach der umfassenden Aussiedlung der ukrainischen Bevölkerung aus diesem Gebiet 1947. Beispiele sind
- Mariä-Schutz-Kirche in Godkowo in der Woiwodschaft Ermland-Masuren, versetzt aus Kupna in Karpatenvorland
- Paraskewa-Kirche in Kwiatoń

- Kirche St. Nikolai in Mańki
- Paraskewa-Kirche in Radruż
- Erzengel-Michael-Kirche in Smolnik
- Erzengel-Michael-Kirche in Turzańsk